# Naxoshalle

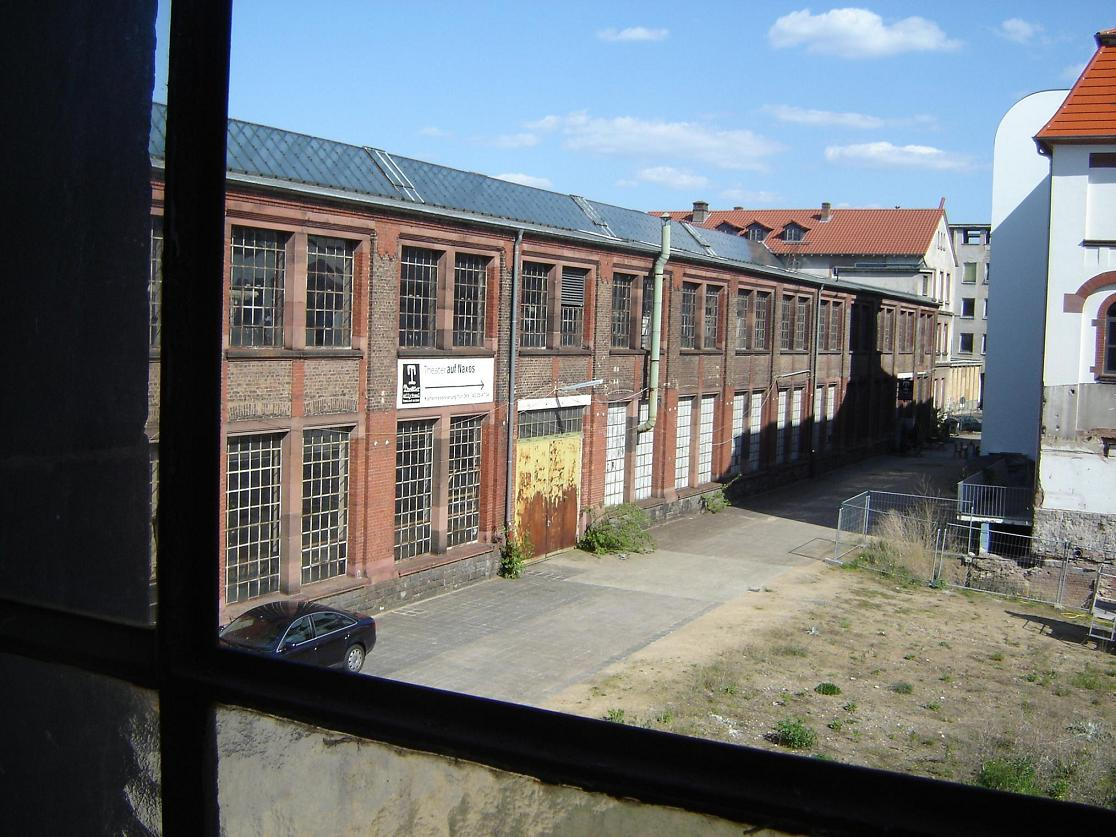
Außenansicht (vom Atelier aus gesehen)

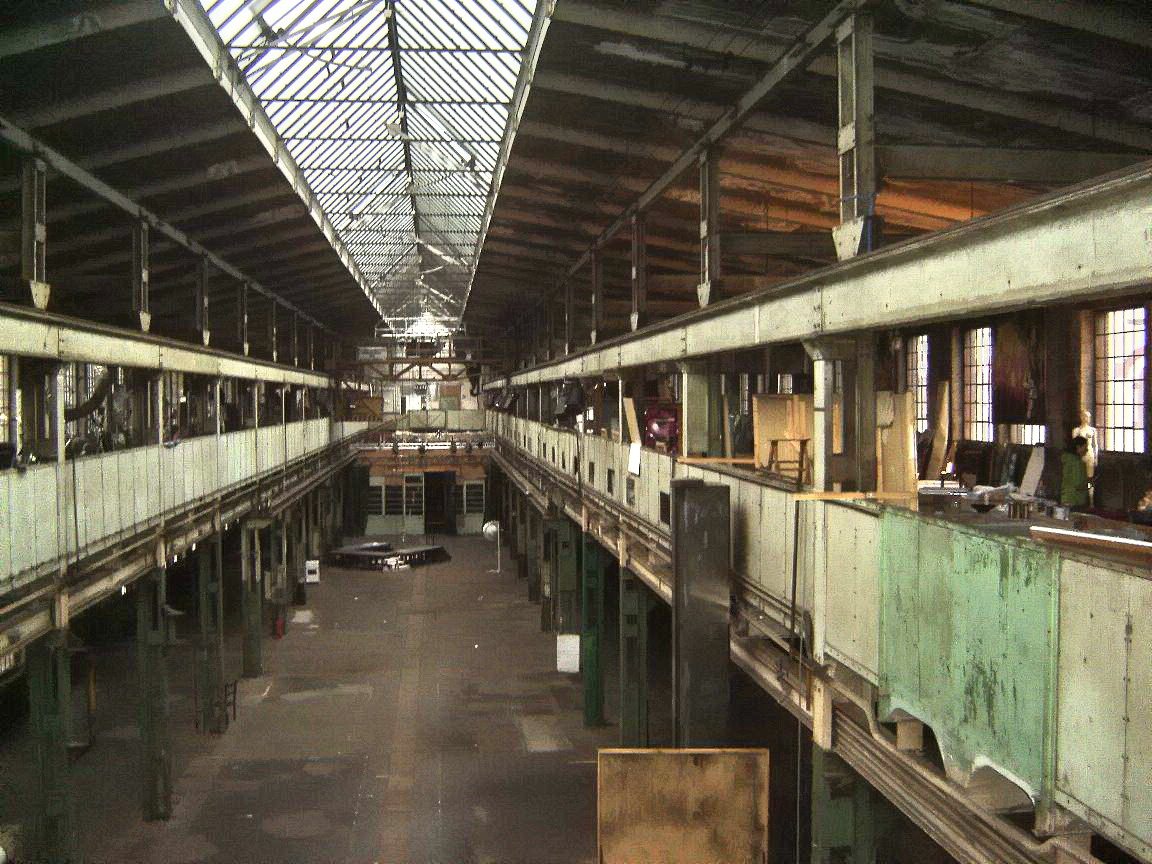
Denkmalgeschützte Haupthalle, Februar 2008

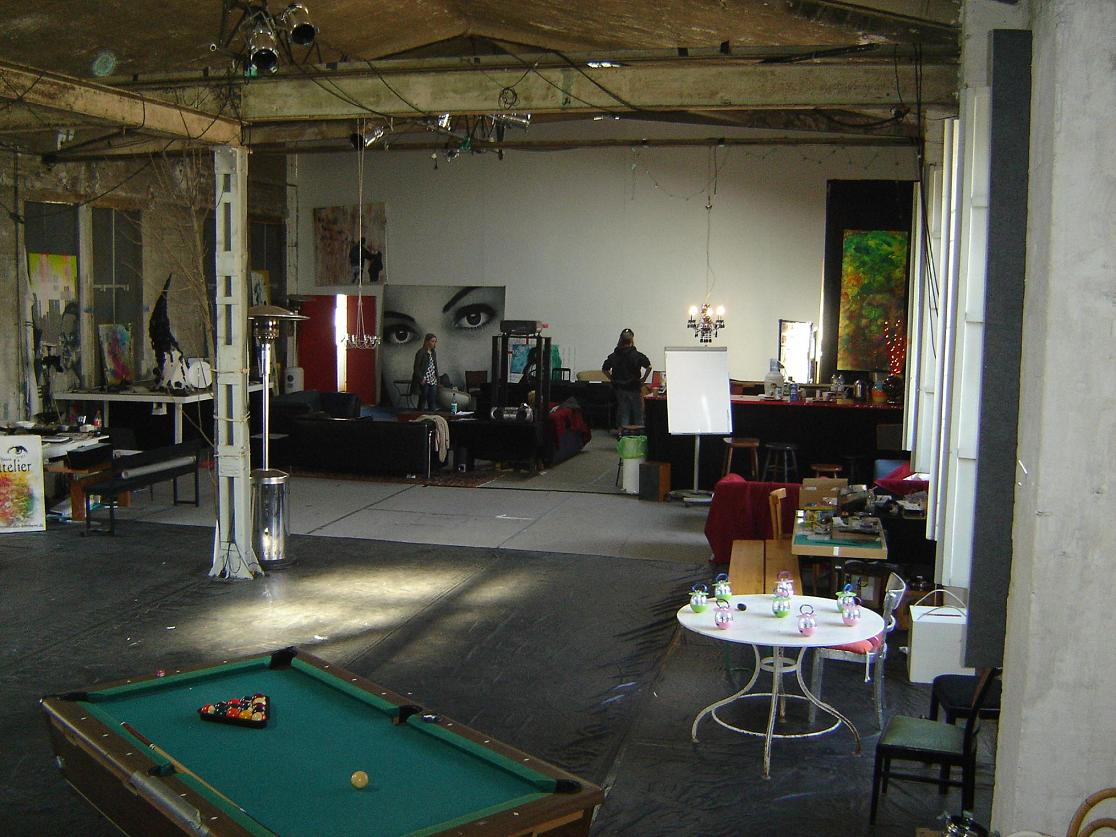
Atelier der Naxoshalle

Die Naxoshalle in Frankfurt am Main ist eine ehemalige Fabrikhalle der Firma Naxos-Union. Sie wurde in den Jahren 1906/07 erbaut. Sie liegt im Stadtteil Ostend in der Nähe des Zoos. Die Halle wird heute vor allem für kulturelle Veranstaltungen genutzt.
Ende der 1980er Jahre wurde die Herstellung von Schleifmitteln in der Halle aufgegeben und die Produktion nach Butzbach verlagert. 1988 wurde die Halle, die seitdem zu verfallen drohte, von Josef Buchmann aufgekauft und ab 1989 von der Stadt Frankfurt angemietet. Seit 1992 steht die Haupthalle unter Denkmalschutz, wobei die weitere Nutzung umstritten ist. Einige Nebenhallen auf dem ehemaligen Fabrikgelände, die nicht unter Denkmalschutz standen, sind mittlerweile abgerissen. Davor wurden diese von Graffitisprühern genutzt. 2006 kaufte die Stadt die Naxoshalle von Josef Buchmann für einen Betrag von 20 Millionen Euro ab. Die freie Fläche wurde anschließend mit Wohngebäuden neu bebaut.
Das Theater Willy Praml und das Kabarett Die KäS haben hier ihre Spielstätte. Diese wird von März bis Anfang Dezember dienstags auch vom naxos.KINO genutzt, das hier Dokumentarfilme mit anschließendem Filmgespräch zeigt. Die experimentelle Bühne teAtrum VII hatte von 2007 bis Anfang 2013 hier ihre Probenräume und bis 2009 auch ihren wichtigsten Spielort. Seit 2014 ist studioNAXOS als Plattform für junge darstellende Künstler aus Hessen an diesem Ort zu Hause.
Seit über 20 Jahren ist zusätzlich das NaxosAtelier, eine Einrichtung der Kommunalen Kinder-, Jugend- und Familienhilfe der Stadt Frankfurt am Main, in den Hallen beheimatet. Das Atelier befindet sich im 1. OG der Naxoshalle. Auf 300 m² Fläche finden Besucher der Einrichtung genug Platz um sich kreativ auszuleben und auszuprobieren, das tägliche Beratungsangebot wahrzunehmen oder einfach bei einem Kaffee oder etwas zu essen die historischen Wände des Ateliers auf sich wirken zu lassen und einen Moment aus dem Alltag auszubrechen. Die Mitarbeiter des Ateliers verwalten zusätzlich die freien Flächen im Hinterhof.
Die Naxoshalle ist Teil der Route der Industriekultur Rhein-Main.